# Rusia europeană

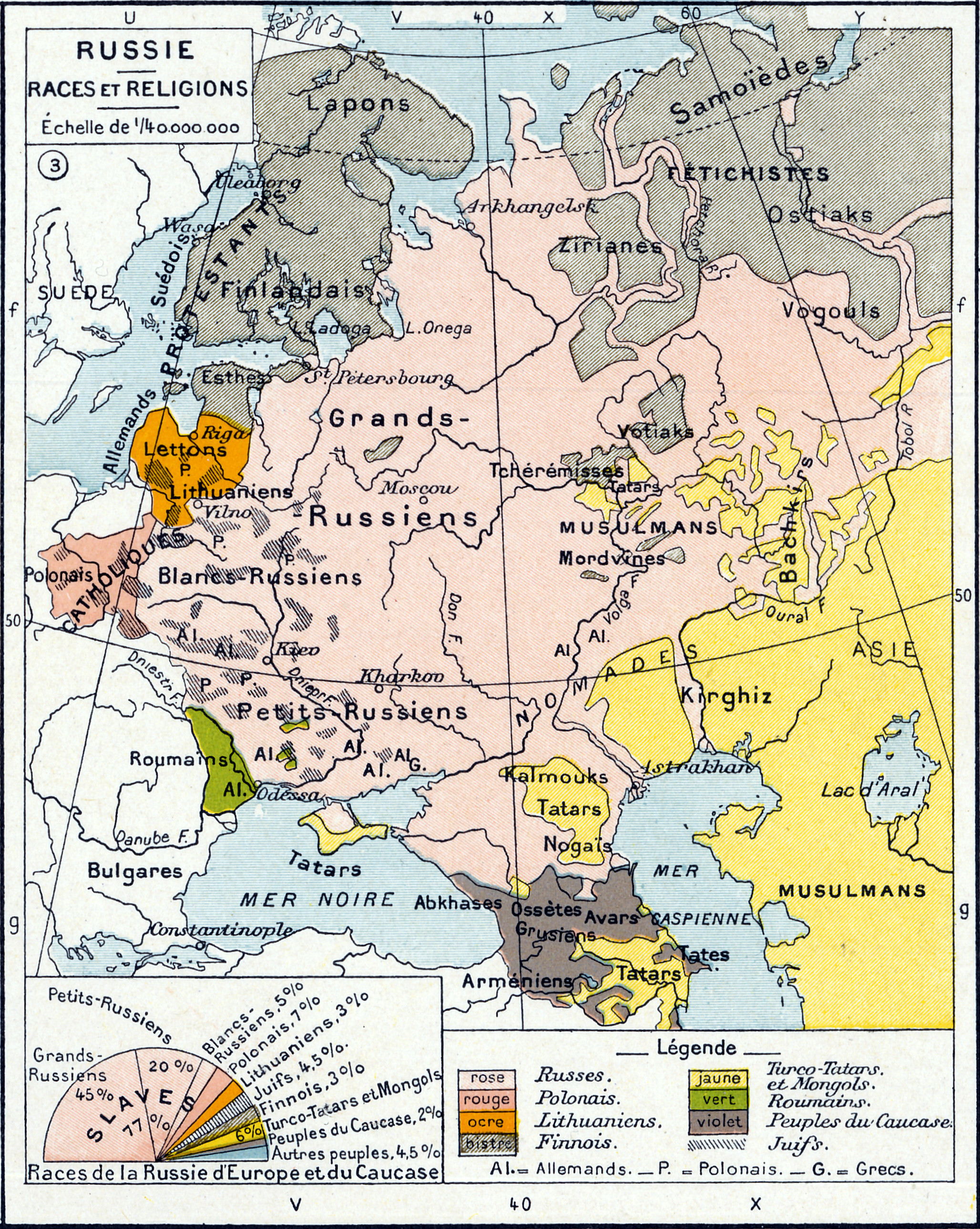
Harta etnică a Rusiei europene din perioada anterioară Primului Război Mondial

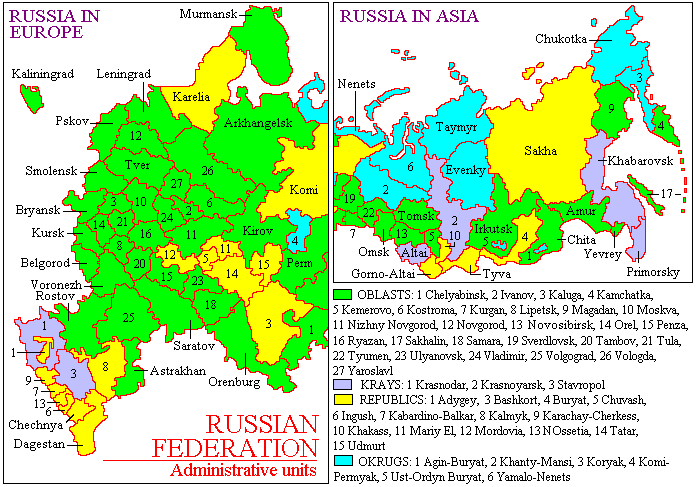
Rusia în Europa și Asia

Rusia europeană se referă la zonele din vestul Rusiei care se află în Europa. De obicei, granița Europei este fixată la Munții Ural, însă această definiție este controversată.
Cea mai mare parte a teritoriului Rusiei se află în Asia, deși cea mai mare parte a populației locuieste în Rusia occidentală. Cele mai mari aglomerări urbane sunt Moscova și Sankt Petersburg.
În timpul Imperiului Rus, termenul „Rusia europeană” era folosit cu referire la teritoriile slave răsăritene sub controlul Rusiei, printre care Belarusul de astăzi și cea mai mare parte a Ucrainei.